# Камалеев, Галимзан Камалеевич
Галимзан Камалеевич Камалеев (1919—1993) — старший сержант Советской Армии, участник Великой Отечественной войны, Герой Советского Союза (1944).

## Биография
Галимзан Камалеев родился 15 июля 1919 года в селе Апакаево (ныне — Ленино-Кокушкино Пестречинского района Татарстана). После окончания начальной школы работал в колхозе. В 1939 году Камалеев был призван на службу в Рабоче-крестьянскую Красную Армию. С октября 1941 года — на фронтах Великой Отечественной войны. К сентябрю 1943 года сержант Галимзан Камалеев командовал расчётом миномётной роты 248-го стрелкового полка 31-й стрелковой дивизии 46-й армии Степного фронта. Отличился во время битвы за Днепр.
В ночь c 26 на 27 сентября 1943 года Камалеев одним из первых переправился через Днепр в районе села Сошиновка Верхнеднепровского района Днепропетровской области Украинской ССР и принял активное участие в боях за захват и удержание плацдарма на его западном берегу. В тех боях он лично уничтожил немецкий пулемёт и группу пехотинцев противника. Находясь в боевых порядках стрелкового подразделения, Камалеев принял участие в штурме господствующей высоты и её удержании.
Указом Президиума Верховного Совета СССР от 22 февраля 1944 года сержант Галимзан Камалеев был удостоен высокого звания Героя Советского Союза с вручением ордена Ленина и медали «Золотая Звезда».
В 1946 году в звании старшего сержанта Камалеев был демобилизован. Вернулся в Ленино-Кокушкино, в 1971—1980 годах работал директором дома-интерната для престарелых и инвалидов. Избирался депутатом Верховного Совета РСФСР. После выхода на пенсию поселился в Казани. Умер 13 июня 1993 года, похоронен в Ленино-Кокушкино.
Был также награждён орденом Отечественной войны 1-й степени и рядом медалей.